# Discografia dei Teflon Brothers
Questa pagina contiene l'intera discografia dei Teflon Brothers dagli esordi fino ad ora.

## Album di studio
| Anno | Album                          | Posizione | Vendite | Certificazione |
| ---- | ------------------------------ | --------- | ------- | -------------- |
| 2009 | T                              | 26        | -       | -              |
| 2010 | ©                              | 26        | -       | -              |
| 2013 | Valkoisten dyynien ratsastajat | 6         | -       | -              |
| 2014 | Isänpäivä                      | 46        | -       | -              |

## Mixtape
- 2010: Iso hätä

## Singoli
| Anno | Singolo                                                          | Posizione | Posizione | Posizione | Vendite | Certificazione | Album                          |
| Anno | Singolo                                                          | SL        | LL        | RL        | Vendite | Certificazione | Album                          |
| ---- | ---------------------------------------------------------------- | --------- | --------- | --------- | ------- | -------------- | ------------------------------ |
| 2006 | Matkal kotiin                                                    | –         | -         | -         | -       | -              | -                              |
| 2009 | Vexi oli velkaa                                                  | -         | -         | -         | -       | -              | T                              |
| 2009 | Viimeinen puritaani                                              | -         | -         | -         | -       | -              | T                              |
| 2011 | Erkkaa lapaan                                                    | -         | -         | -         | -       | -              | -                              |
| 2012 | Poimunopeus                                                      | -         | -         | -         | -       | -              | Valkoisten dyynien ratsastajat |
| 2012 | Lähestymiskieloja                                                | -         | -         | -         | -       | -              | Valkoisten dyynien ratsastajat |
| 2012 | Seksikkäin jäbä (feat. Stig e Meiju Suvas)                       | 3         | 15        | -         | -       | -              | Valkoisten dyynien ratsastajat |
| 2013 | Seksikkäin jäbä (Mötley RMX) Xcovered (feat. Stig e Meiju Suvas) | -         | -         | -         | -       | -              | -                              |
| 2013 | Jee jee (feat. Mira Luoti)                                       | -         | -         | -         | -       | -              | Valkoisten dyynien ratsastajat |
| 2013 | Pidä itsesi miehenä (feat. Olavi Uusivirta)                      | -         | -         | -         | -       | -              | Valkoisten dyynien ratsastajat |
| 2014 | Kendo Anthem                                                     | 3         | 3         | -         | -       | -              | Isänpäivä                      |
| 2014 | Maradona (kesä '86)                                              | 1         | 6         | 34        | -       | -              | Isänpäivä                      |
| 2014 | Isänpäivälaulu (ft. Juno)                                        | -         | -         | -         | -       | -              | Isänpäivä                      |
| 2015 | Pämppää (feat. Sahamies)                                         | 1         | 2         | 21        | -       | -              | -                              |
| 2015 | Ay ay ay (feat. Tango-Teemu)                                     | 3         | 4         | -         | -       | Disco d'oro    | -                              |

## Video musicali
| Anno | Singolo                      | Regista                    | Video  |
| ---- | ---------------------------- | -------------------------- | ------ |
| 2007 | Matkal kotiin                | Heikki Kuula               | [ 14 ] |
| 2009 | Vexi oli velkaa              | H. Kuula e M. Kuoppala     | [ 15 ] |
| 2009 | Viimeinen puritaani          | H. Kuula e M. Kuoppala     | [ 16 ] |
| 2009 | Hikoilen ku raiskaaja        | -                          | -      |
| 2009 | Veljee ei voi valita         | M. Kuoppala                | [ 17 ] |
| 2009 | Hoodilammas                  | SukiSuki e Gusshman        | [ 18 ] |
| 2010 | Skippaa duunit               | Ruudolf                    | [ 19 ] |
| 2012 | Poimunopeus                  | Sankarimedia Oy            | [ 20 ] |
| 2012 | Toukasta eroon               | Jukka Metsäaho             | [ 21 ] |
| 2012 | Seksikkäin jäbä              | Jukka Metsäaho             | [ 22 ] |
| 2013 | Seksikkäin jäbä (Mötley RMX) | Joonas Kenttämies          | [ 23 ] |
| 2013 | Jee Jee                      | Tom Hakala e Jan-Erik Olin | [ 24 ] |
| 2013 | Pidä itsesi miehenä          | Tom Hakala                 | [ 25 ] |
| 2014 | Kärpästen juhlat (osa 2)     | Jaakko Jokela              | [ 26 ] |
| 2014 | Kendo Anthem                 | Napoleon Digital           | [ 27 ] |
| 2014 | Maradona (kesä '86)          | Hannu Aukia                | [ 28 ] |
| 2014 | Isänpäivälaulu               | Jaakko Jokela              | [ 29 ] |
| 2015 | Päämpä                       | Hannu Aukia                | [ 30 ] |
| 2015 | Ay ay ay                     | Teemu Saario               | [ 31 ] |